# Robert Strawbridge
Robert Strawbridge (Drumsna, 1732 – Maryland, 1781) è stato un predicatore metodista irlandese.

## Biografia

### Inizi della sua vita e storia dei suoi antenati
Informazioni dettagliate sull'infanzia e la giovinezza di Robert Strawbridge sono piuttosto limitate. 
Robert Strawbridge nacque, nel 1732, in una cittadina rurale, nella contea di Leitrim, in Irlanda. La cittadina di Gortconnellan, Drumsna è situata su un crinale. Il nome della cittadina, alla lettera, significa “il crinale sul luogo per nuotare.” Si trova qui, lungo il tratto sudorientale del maestoso fiume Shannon, che forma una serie di curve, integranti un anello perfetto prima di riprendere il suo corso normale. Il risultato del corso d'acqua che sembra tornare indietro è un'area protetta, benedetta dalle terre più fertili e boscose del Paese. Fu in queste terre abbondanti che crebbe Robert. La fattoria con una vista privilegiata sul fiume ospitò Robert fino al suo ventiquattresimo compleanno. Crimmins (1905) lo indica come originario del vicino Carrick on Shannon, sempre nella Contea di Leitrim.
La terra su cui viveva la famiglia Strawbridge era stata donata ad un antenato 150 anni prima, quando il Re Giacomo d'Inghilterra vi aveva trasferito famiglie inglesi nella speranza di ottenere territori strategici lungo l'abbondante Fiume Shannon. Per i cittadini cattolici d'Irlanda, questo trasferimento di Inglesi da parte del Re anglicano equivaleva ad una conquista militare e religiosa. A dispetto dell'opposizione dei nativi, il trasferimento ebbe luogo, creando una linea di cittadine ricche di risorse naturali lungo il fiume Shannon. La cittadina di Drumsna faceva parte di questi nuovi insediamenti.
La famiglia anglicana di Robert, in un gesto conciliante verso i contrariati vicini irlandesi, lo chiamò come il suo nonno materno. Secondo l'articolo di JR Wesley Weir, "Robert Strawbridge: Some Additional Irish Perspectives", “l'antica tradizione irlandese è di chiamare il figlio maschio più vecchio come il nonno paterno ed il secondo figlio come il nonno materno” Da ciò, è facile desumere che Robert fu il secondo figlio nato ai suoi genitori.
Grazie ai benefici di un'idonea istruzione, Robert divenne agevolmente un giovane brillante, eloquente nel discorso, intelligente e di famiglia piuttosto benestante. Robert, alto quasi un metro ed ottanta, era anche fisicamente forte, dato che il suo mestiere di carpentiere aveva reso muscolosa la sua corporatura robusta. L'uomo, con capelli lunghi fino alle spalle che incorniciano un volto avvenente dagli occhi brillanti, aveva un sorriso attraente e gentile che riscaldava il cuore di tanti, oltre a quello d'una signorina in particolare che egli finì per sposare.
Per Robert, i mesi più caldi dell'estate del 1758 contrassegnarono un viaggio spirituale di due anni. Dal 1756, quando sperimentò la sua conversione cristiana, Robert iniziò a girare per predicare. La sua esperienza di conversione fu anticonformista, essendo portato alla fede da una persona cresciuta in una famiglia cattolica irlandese tradizionale. Il suo improbabile mentore fu Laurence Coughlan.
La famiglia di Coughlan era più in linea con gli irlandesi tradizionali del Settecento, i c.d. Hibernians. Anch'egli nacque a Drumsna, ma a differenza di Robert Strawbridge, Coughlan non si avvantaggiò di un'istruzione come quella di Robert. A dispetto di questo modesto punto di partenza, Coughlan si trovò attirato e cambiato dalle parole della Bibbia. Il suo contatto con i sacri testi fu frutto degli sforzi dei predicatori itineranti mandati da John Wesley nell'anno 1753. La sua nuova nascita lo spronò a cercare vigorosamente la conoscenza della Parola. Questi sforzi crearono un profondo bisogno in lui di predicare agli abitanti di Drumsna. John Wesley, sentendo dell'impegno del giovane, lo reclutò appena due anni dopo. Dopo ulteriori dodici mesi, Coughlan lasciò l'Irlanda di propria iniziativa per andare a predicare ai pescatori di Terranova.
Prima che Coughlan partisse per Terranova, i suoi sforzi iniziali a Drumsna convertirono il fratello più giovane di Robert Strawbridge, Leonard. La trasformazione del giovane fratello colpì anche Robert Strawbridge. Convertendosi, l'atteggiamento "a tutto tondo" di Robert verso la vita lo spinse ad abbandonare il suo mestiere e ad iniziare a predicare.
Dopo poco tempo, il suo spirito indipendente attirò opposizione. La sua esperienza anglicana, proprio come l'esperienza cattolica di Coughlan, indusse Robert ad allontanarsi dalla religione istituzionalizzata della Chiesa Anglicana. I primi guai si presentarono solo alcuni mesi dopo i suoi iniziali sforzi di predicazione. La controversia sorse dai suoi sforzi di andare contro l'ammonizione di John Wesley che nessun predicatore metodista amministrasse i sacramenti senza essere ordinato dalla Chiesa Anglicana. Wesley, infatti, non stava cercando di separarsi dalla Chiesa Anglicana. Egli faceva tutto il possibile per rassicurare che i suoi sforzi metodisti erano, più che altro, un movimento di risveglio all'interno della Chiesa Anglicana. In Irlanda, lo spirito indipendente di molti degli originari predicatori metodisti irlandesi era, però, di diversa opinione.
Lo zelo di Robert per raggiungere le anime perdute della Contea di Leitrim County lo indussero ad infrangere le regole di John Wesley, distribuendo la comunione e battezzando i nuovi convertiti. Robert era determinato a portare l'intera esperienza cristiana ad ogni persona che incontrava.
L'amministrazione dei sacramenti da parte dei predicatori irlandesi non era una novità iniziata da Robert Strawbridge. Anni prima, molti dei nuovi predicatori in Irlanda si erano procurati una licenza in base al Toleration Act del 1689 (la legge che concedeva libertà di culto ai dissenters, i protestanti che non aderivano alla Chiesa Anglicana, come battisti e congregazionalisti). Questo provvedimento del monarca inglese ispirò uomini come Thomas Walsh ed i fratelli Charles ed Edward Perronet (discendenti di una famiglia ugonotta che aveva lasciato la Francia per sfuggire alle persecuzioni; entrambi collaboratori di Wesley, Edward è noto soprattutto per aver scritto le parole dell'inno "All Hail the Power of Jesus' Name") ad amministrare la Cena del Signore ed il Battesimo per conto loro. Nonostante Robert non fosse il primo, i fedeli Anglicani e Wesleyani di Drumsna gli chiesero di andarsene pochi mesi dopo i suoi sforzi iniziali. Senza farsi scuotere da ciò, Robert montò a cavallo ed iniziò un circuito di predicazioni. Le sue tappe nelle contee confinanti di Sligo e Kilmore, terminarono nella Contea di Armagh, più precisamente nella cittadina di Terryhoogan. A Terryhoogan egli incontrò la sua futura moglie. Si sposarono poco prima del 1760. Sempre nel 1760, Robert e sua moglie, come molte altre giovani coppie irlandesi, presero in considerazione il progetto di lasciare l'Irlanda per l'America.

### In America
Membro dell'unica famiglia protestante della zona, Robert si trasferì prima a Sligo, poi, fra il 1760 ed il 1766, emigrò nella Contea di Frederick, Maryland (contea creata nel 1748). Iniziò a predicare nel Maryland poco dopo il proprio arrivo, diventando il pioniere del metodismo nel continente americano. Dal diario del 1801 del vescovo Francis Asbury, risulta che Strawbridge fondò "la prima cellula (chiamata classe nel metodismo) del Maryland ed in America" nel 1768 nella sua capanna di tronchi a New Windsor. Si sa poco della moglie di Strawbridge, Elizabeth Piper, a parte il fatto che Strawbridge iniziò i suoi circuiti di predicazioni dopo aver completato la loro casa di tronchi, lasciando la moglie ed i figli nella tenuta agricola di 50 acri (200 000 m²), presa in affitto a Pipe Creek.
Predicando nella sua capanna di tronchi ed organizzando rapidamente le società metodiste nella zona (congregazioni a loro volta divise in classi, oggi definibili come cellule), egli contribuì a creare le prime società metodiste in Nord America. Durante quei primi anni, Strawbridge costruì anche edifici per gli incontri religiosi a Sam's Creek e a Bush Creek vicino ad Aberdeen (Maryland). Egli iniziò presto a viaggiare e predicare nel Maryland, in Pennsylvania, ed in Virginia, creando numerose società. Fu molto popolare ed esercitò una notevole influenza su molti giovani predicatori.
Alla prima Conferenza trimestrale documentata, quella di Joppa (Maryland) nel dicembre del 1772, il vescovo Asbury nominò formalmente Robert Strawbridge e Richard Owings per il circuito della Contea di Frederick. Non appartenendo al clero della Chiesa Anglicana, egli fu criticato per l'amministrazione dei sacramenti. La conferenza dei predicatori metodisti americani del 1773 proibì ai predicatori laici tali riti, fatta eccezione per Strawbridge, ma solo dietro ordine del vescovo Francis Asbury, inviato nelle colonie da John Wesley per sovrintendere alle questioni di fede. Si sa, comunque, che Strawbridge continuò anche in assenza di Asbury.
Sia lo Stato di New York che il Maryland si vantavano di essere i luoghi di nascita del metodismo americano, in una disputa che durava da oltre 150 anni. Alla Conferenza di Baltimora del 1860, il Maryland ricevette meno voti ed il Centenario del Metodismo Americano fu celebrato nel 1866, cento anni dopo che il metodismo era approdato a New York. Tuttavia, fu successivamente scoperto che un ministro metodista aveva incontrato, nel 1813 in Ohio, un contadino tedesco che affermava di essere stato convertito da Strawbridge nel Maryland nel 1763. Questa prova compare in una decisione della chiesa risalente al 1916 che individua nel Maryland l'origine del metodismo americano, anziché a New York.
Lo Strawbridge Shrine (santuario Strawbridge), nella Contea di Carroll, Maryland ai margini di New Windsor, porta il nome di Robert Strawbridge ed è consacrato a preservare la storia del suo ministero.